# Drypis spinosa
Drypis spinosa är en nejlikväxtart. Drypis spinosa ingår i släktet Drypis och familjen nejlikväxter.

## Underarter
Arten delas in i följande underarter:
- D. s. jacquiniana
- D. s. spinosa

## Bildgalleri

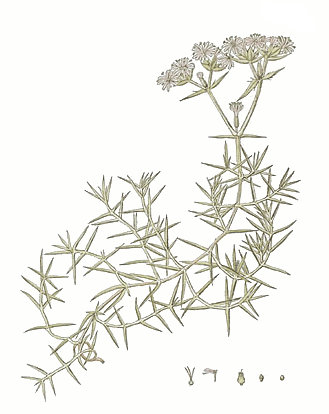
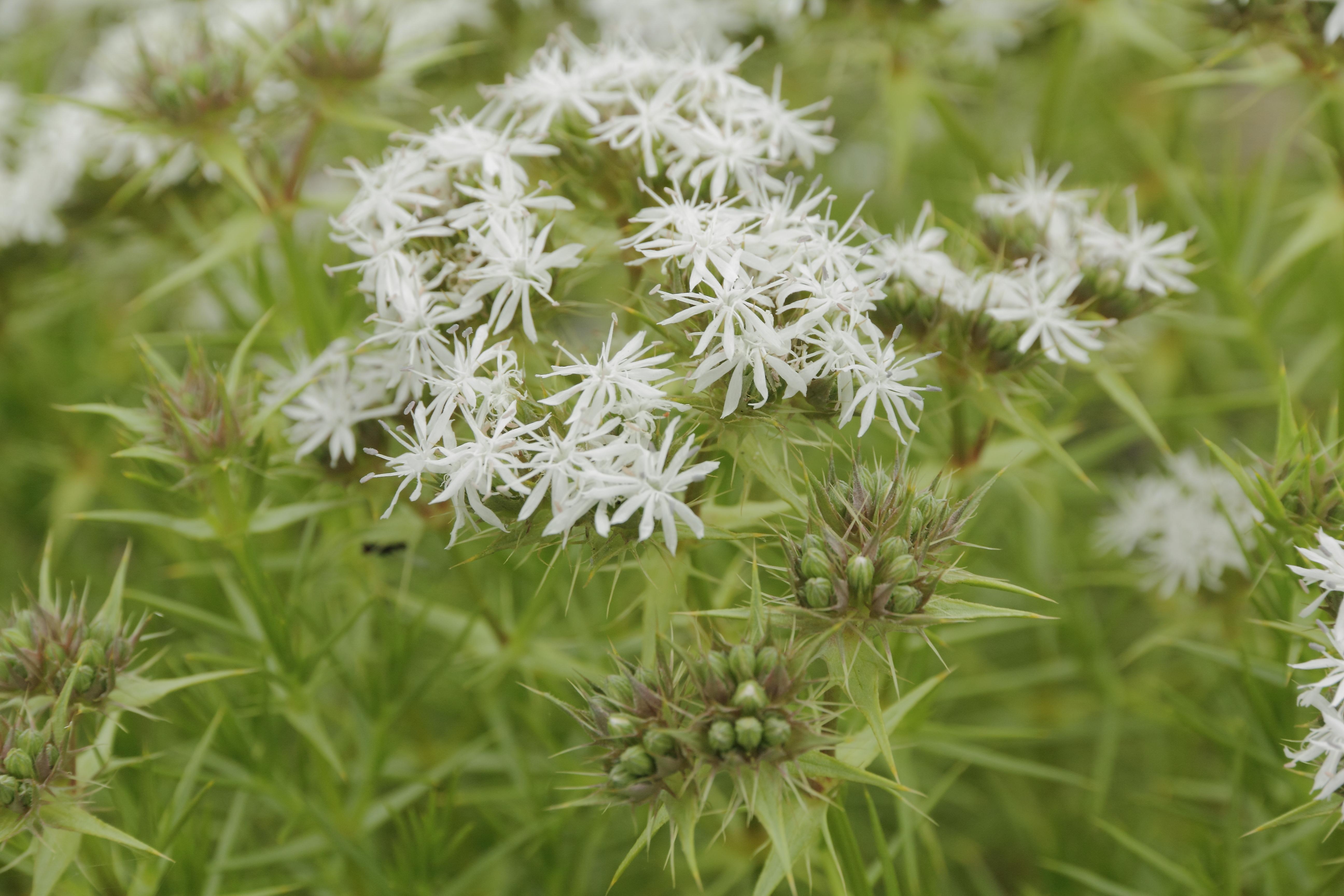